# 야수니 국립공원

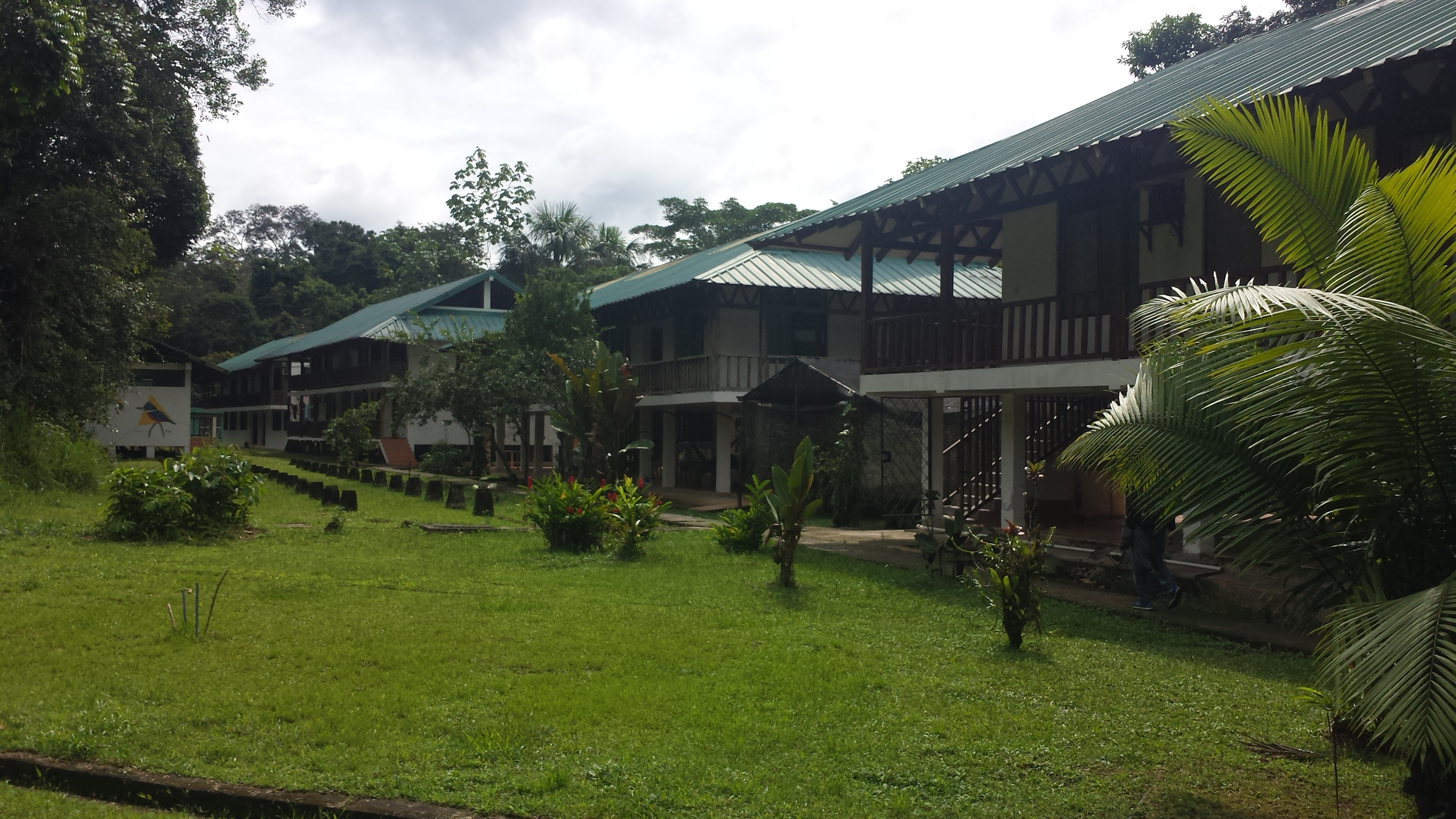

야수니 국립공원(스페인어: Parque nacional Yasuní, 영어: Yasuni National Park)은 에콰도르 북부 나포 주 아마존 지역에 위치한 자연 보호 구역이다.